# Marian Stecher

„Marian Stecher im 64sten Lebensjahr seines ruhelosen Lebens.“ Ölgemälde aus dem Kloster Marienberg im Vinschgau (Südtirol)

Marian(us) Stecher (geboren als  Bonuventura Joseph Stecher; getauft 5. April 1754 in St. Valentin auf der Haide, Österreich; † 18. Juni 1832 in Meran) war ein katholischer Priester, Musiker, Komponist, Chorregent und Musikpädagoge. Er ist auch unter dem italianisierten Namen Giuseppe Pungitore bekannt.
Stecher sollte nicht mit dem älteren Komponisten Leopold Marian Stecher (ca. 1650–1691), Organist in Prag, verwechselt werden. Er war auch nicht mit dem Komponisten Marianus Stecher (1760 – nach 1800) identisch, der Orgel- und Klavierwerke verfasste, in Mannheim wirkte und in München gestorben sein soll. Obwohl auch dieser als Benediktinermönch, der 1820 starb, eine Zeitlang Pfarrorganist in Meran gewesen sein und Sonaten, Variationen und Fugen verfasst und bei Falter und Sohn in München herausgegeben haben soll.

## Leben
Stecher war ein Sohn des Bonaventura Stecher und dessen Frau Anna (geborene Thulligin). Er stammte aus dem obersten Vinschgau. Als er in den Benediktinerorden der nahegelegenen Abtei Marienberg eintrat, wählte er „Marian“ als seinen Ordensnamen. 1778 legte er dort seine Profess ab, wurde zum Priester geweiht, wirkte als Lehrer an der niederen Stiftsschule. Er war von 1784 bis 1807 Professor am 1724 gegründeten Gymnasium der Benediktiner in Meran. Hier unterrichtete er die zweite Humanitätsklasse in Poesie in lateinischen und deutschen Versen und Algebra und in der Arithmetik.
Während der kurzen bayerische Herrschaft in der Gefürsteten Grafschaft Tirol wurde die Abtei Marienberg 1807 säkularisiert. Anders als seine Mitbrüder kam Stecher daraufhin nicht nach St. Georgenberg-Fiecht, sondern nach Trient. Dort wirkte er 1809 als Musiklehrer und Organist an der Kirche San Pietro und bis 1819 als Organist an der Kirche Santa Maria Maggiore. Von 1813 bis 1822 war er dort Domkapellmeister. Anschließend wurde er Organist und Chorregent an der Pfarrkirche Meran. In Marienberg erlernte 1778 bis 1780 Giacomo Gotifredo Ferrari (1759–1842) bei ihm zwei Jahre lang das Klavierspiel, Musiktheorie, Kontrapunkt und den Generalbass, in Trient zählte Jakob Johann Anton Schgraffer zu Stechers Schülern. Sein Unterricht fußte auf einer profunden Kenntnis von Johann Sebastian Bach, Johann Joseph Fux und Georg Friedrich Händel. Seine Fugen bezeugen die Vertrautheit mit älterer Kontrapunkttechnik, die wahlweise Besetzung mit Orgel oder Klavier (Cembalo) indiziert ihre Nutzung in Kirche und Haus. Die musikalische Form Haydn’scher Finalsätze findet sich konsequent in den IX Pièces (Klavier, um 1790). Ebenso Haydn verpflichtet sind Stechers Variationen in seiner Technik der Figuralvariation. Die Gran Sonata (Klavier vierhändig) verweist auf Wolfgang Amadeus Mozart, deutet aber auch auf die Romantik.
Die handschriftlichen Angaben auf der Rückseite eines Porträts (vermutlich von Josef Hölzl) aus dem Jahr 1832 im Palais Mamming Museum lauten:

„Josef Stecher geboren zu Hl. Valentin auf der Haide, am 16. Februar 1778, zum Priester geweiht am 6. October 1799, gestorben zu Meran am 1832, er war mehreren Jahre Chorregent in Meran; er starb 79 Jahre alt“

Giacomo Gotifredo Ferrari beschrieb ihn in seiner Autobiografie bei ihrem ersten Zusammentreffen 1878 wie folgt:

“[…] Fui poscia introdotto dal maestro di scuola, il padre Mariano Stecker, giovine di venticinque anni, d’estrazione contadinesca, ma d’ottimi costumi. Aveva egli il naso aquilino, gli occhi grigi, i capelli rossi”

„[…] Dann wurde ich dem Schullehrer vorgestellt, dem Pater Marian Strecker, ein junger Mann von fünfundzwanzig Jahren, bäuerlicher Herkunft, aber von ausgezeichneter Moral. Er hatte eine Adlernase, graue Augen, rotes Haar“

Der Grabstein von Marian Stecher befindet sich bei der Pfarrkirche St. Nikolaus (Meran).

## Werke (Auswahl)
- Gran Sonata (um 1795)
- Aria Pastorella, 8-stimmig
- Fugen für Orgel und Cembalo (F-dur; d-moll, Andante; C-dur; d-moll, Moderato; c-dur, Allegro; G-dur)

Werke Stechers sind auf einer 1998 veröffentlichten CD des Tiroler Landesmuseums Ferdinandeum zu hören.